# صدف دوکفه‌ای ملوک
این صدف از شاخه نرم‌تنان، رده دوکفه‌ای‌ها، راسته صدفیان (Veneridae)، تیره غلافی‌شکل (Solenidae)، سرده و گونه Solen vagina می‌باشد.
صدف دوکفه‌ای مَلوک در آبهای استان هرمزگان ایران زیست می‌کنند و میگوهای خلیج فارس از این صدف‌ها تغذیه می‌کنند.